# Портрет Александра Ивановича Юшкова
«Портрет Александра Ивановича Юшкова» — картина Джорджа Доу и его мастерской из Военной галереи Зимнего дворца.
Картина представляет собой погрудный портрет генерал-майора князя Александра Ивановича Юшкова из состава Военной галереи Зимнего дворца.
К началу Отечественной войны 1812 года полковник Юшков командовал батальоном в лейб-гвардии Преображенском полку и отличился в Бородинском сражении. Во время Заграничных походов 1813 и 1814 годов был во множестве сражений, за отличие в Кульмском бою произведён в генерал-майоры и назначен шефом Якутского пехотного полка, с начала 1814 года командовал 2-й бригадой 9-й пехотной дивизии, во главе которой отличился в сражениях при Ла-Ротьере, Шампобере и под стенами Парижа. В кампании Ста дней командовал 2-й бригадой 27-й пехотной дивизии и вновь совершил поход во Францию, где оставался в составе русского оккупационного корпуса вплоть до 1818 года.
Изображён в генеральском мундире, введённом для пехотных генералов 7 мая 1817 года. Слева на груди звезда ордена Св. Анны 1-й степени; на шее кресты прусского ордена Красного орла 2-й степени и ордена Св. Владимира 3-й степени; по борту мундира крест баденского ордена Церингенского льва; справа на груди серебряная медаль «В память Отечественной войны 1812 года» на Андреевской ленте и Кульмский крест. Подпись на раме: А. И. Юшковъ 1й, Генералъ Маiоръ.
7 августа 1820 года Комитетом Главного штаба по аттестации Юшков был включён в список «генералов, заслуживающих быть написанными в галерею» и 19 мая 1822 года император Александр I приказал написать его портрет. Гонорар Доу был выплачен 31 июля 1823 года и 4 апреля 1824 года. Готовый портрет был принят в Эрмитаж 7 сентября 1825 года. Портрет написан в промежуток между 7 декабря 1823 года, когда Юшков был награждён орденом Св. Анны 1-й степени, который есть на портрете, и 12 декабря 1824 года, когда ему был пожалован орден Св. Георгия 4-го класса, отсутствующий на портрете.